# 小泉みゆき
小泉 みゆき（こいずみ みゆき、1985年〈昭和60年〉4月23日 - ）は、日本の女性タレント。女優としても活動。かつてはレースクイーン、グラビアアイドルとしても活動していたが2024年11月の時点で共に既に卒業している。Anthemなどに所属を経て現在はフリー。現在は香川県高松市観光大使を務める。

## 経歴
1985年4月23日、生まれる。
香川誠陵中学校・高等学校卒業後、大学入学のタイミングで上京し、後年の報道によれば「池袋近辺にキャンパスがある大学」に通っていたという。池袋の小さな芸能事務所に所属する。
2007年か2008年にグラビアの初仕事を得て、携帯キャリアの「公式サイト」のグラビアのカテゴリでデビューするが、事務所の力の問題かその後の仕事には恵まれず退所する。
2010年頃、レースクイーンが多数所属している老舗の事務所に在籍。2010年、「ミンティアガールズ」の香川県代表に選出される。しかし、その事務所も2年ほどで退所する。レースクイーンとしては2011年にTEAM マッハの「ケイタイホンポガール」としてSUPER GTに参加、2013年にチーム・アキュームの「Pasarガール」としてインタープロトシリーズに参加するなどの実績がある。
2015年4月24日、遅くともこの日までにAnthem（株式会社アンセム）の公式サイトにプロフィールが掲載される。
2017年頃、事務所を辞めてフリーになる。
2019年12月、高松市の観光大使を拝命する。小泉は以前から香川や高松のPR活動を個人で行っていたことから委嘱された。高松市観光交流課によると、同市の観光大使は無報酬のボランティアで、高松市の側から業務を依頼・指示することはない。
2024年11月11日、当時国民民主党の代表であった玉木雄一郎と遅くとも2022年後半から不倫関係にあったと報じられる。翌12日までにAnthem公式サイトからプロフィールが消え、2011年に発売されたデジタル写真集『美脚ハイレグ☆OL美女倶楽部 小泉みゆき』がAmazonの「ライトアダルトコミック」ランキングで1位になったことが報じられる。
先述の不倫報道の後しばらく本人の消息が不明になるが、2025年1月14日、高松市は小泉に活動自粛を要請したと発表。解任ではないため、現在も高松市観光大使ではある。
2月14日、SmartFLASHの記者が小泉と接触し、生存が確認された。

## 人物
- ファンとの距離の近さを特色としていた（2024年の報道による）。横浜市内のマンションの一室にファンクラブの窓口を開設し、ファンクラブを通して水着やコスプレの写真を販売、時にはスイーツを贈呈することもある。ファンとの有料オフ会を開催し、食事をともにしたり写真撮影に応じたりしていた[11]。
- 特技はうどんを打つこと、空手。趣味はピアノ、書道。普通自動車免許あり[2]。

## フィルモグラフィ

### テレビドラマ
この節、特に断らない限り出典:
- 仮面ライダーシリーズ（EX）
  - 仮面ライダーW（2009年 - 2010年）[12]
  - 仮面ライダーオーズ 第2話 - パーティー客 役（2010年）
  - 仮面ライダードライブ 第1話 - レストラン「ビヤンド」の接客担当の女性 役（2014年10月5日）[13]
- お天気お姉さん 第3話 - ジム女性客 役（2013年、EX）
- 土曜ワイド劇場（EX）
  - 西村京太郎・トラベルミステリー59「終着駅殺人事件!! 上野～青森、愛と死の寝台特急「あけぼの」 暗闇に消えた女」 - ナンパされる女性 役（2013年）[14]
  - 検事・朝日奈耀子13「医師&検事…2つの顔を持つ女!犯人が行列するロープウェイ、標高932m殺人トリック…赤いコートを着ると背中を日焼けする!?」- 水商売風の女性 役（2013年）[15]
- アルジャーノンに花束を（2015年、TBS）[16]
- 銭の戦争 第3話（2015年、KTV）[17]

### その他の番組
- マルさまぁ〜ず 第10回（2010年6月10日、TBS）

### WebCM
- NTT東日本「方言だらけのオウチWi-Fi講座」（2014年3月 - ）

### デジタル写真集
- 聖女学園ヌレ少女 小泉みゆき（2013年12月20日、アイロゴス）[18]
- 美脚ハイレグ☆OL美女倶楽部 小泉みゆき（2023年6月30日、PAD）[19]